# Перелік прапорів Південної Кореї
Це перелік прапорів Південної Кореї, починаючи з 1945 дотепер.

## Національні прапори
| Прапор | Дата                           | Використання                                                                                                  | Опис |
| ------ | ------------------------------ | --- | --- |
|        | 15 серпня 1948 —15 жовтня 1949 | Цивільний і державний прапор та військово-морський прапор Першої Республіки Південна Корея.                   | Дизайн прапору запропонований першою Національною Асамблеєю                                                                             |
|        | 15 жовтня 1949 —20 лютого 1984 | Цивільний і державний прапор і прапор Першої, Другої, Третьої, Четвертої та П'ятої Республіки Південна Корея. | Цей прапор був розроблений Міністерством освіти і культури в жовтні 1949 року. Точні кольори не вказано.                                |
|        | 21 лютого 1984 —14 жовтня 1997 | Цивільний і державний прапор і прапор П'ятої та Шостої Республіки Південна Корея.                             | У лютому 1984 року, після прийняття правил щодо прапора Південної Кореї, уряд Південної Кореї змінив кольори. Точний колір не вказано.  |
|        | 15 жовтня 1997 —29 травня 2011 | Цивільний і державний прапор і прапор Шостої Республіки Південна Корея.                                       | У жовтні 1997 року уряд Південної Кореї офіційно визначив точні кольори, які будуть використовуватися на прапорі через указ президента. |
|        | 30 травня 2011 —дотепер        | Цивільний і державний прапор і прапор Південної Кореї.                                                        | У травні 2011 року уряд Південної Кореї повторно вказав кольори.                                                                        |

## Національні прапори уряду
| Прапор | Дата                                                       | Використання              | Опис                                                                                                 |
| ------ | ---------------------------------------------------------- | ------------------------- | --- |
|        | 1967 —дотепер                                              | Президентський штандарт   | Два фенікси тримають золотий гібіскус сирійський під крилами                                         |
|        | 1988 —дотепер                                              | Штандарт прем'єр-міністра | Інкрустований золотий гібіскус сирійський у символічній емблемі гібіскус сирійський                  |
|        | Березень 2016 —дотепер                                     | Flag національного уряду  | Символічна емблема Taegeuk з написом корейською 대한민국정부 ("Національний уряд Республіки Корея"). |
|        | 1949 (оригінал) — 1988 (оновлення дизайну) — березень 2016 | Flag національного уряду  | Інкрустований символічний Гібіскус сирійський, з інкрустованими словами 정부 ("Національний Уряд").  |

## Військові прапори
| Прапор | Дата          | Використання                   | Опис |
| ------ | ------------- | ------------------------------ | --- |
|        | 1946 —дотепер | Прапор армії                   | Емблема на біло-синьому полі.                                                                                              |
|        | 1955 —дотепер | Морський Джек                  | Taegeuk на схрещених якорях у білому квадраті на синьому полі                                                              |
|        | 1951 —дотепер | Прапор корпусу морської піхоти | Схожість з прапором морської піхоти Сполучених Штатів показує на сильний вплив США з початку створення збройних сил Кореї. |
|        | 1951 —2005    | Старий прапор ВПС              | Використовувався до 2000-х                                                                                                 |
|        | 2005 —дотепер | Прапор ВПС                     | Використовується після 2000-х                                                                                              |

## Прапор берегової охорони
| Прапор | Дата          | Використання                        | Опис                                                     |
| ------ | ------------- | ----------------------------------- | -------------------------------------------------------- |
|        | 2005 —дотепер | Прапор корейської берегової охорони | Прапор має три діагональні смуги червону, жовту та синю. |

## Історичні прапори
| Прапор | Дата       | Використання        | Опис |
| ------ | ---------- | ------------------- | --- |
|        | 1946 —1996 | Старий прапор Сеулу | Коло в центрі герба являє собою вулицю і восьмикутний символ який складається з восьми гір, які оточують Сеул. |

## Меншини
| Прапор | Дата       | Використання                                       | Опис                             |
| ------ | ---------- | -------------------------------------------------- | -------------------------------- |
|        | 1976 —1979 | Прапор Комітету з підготовки фронту на півдні КНДР | Схожий на Прапор Північної Кореї |

## Flagи провінцій
| Прапор                   | Назва                       | Геокод                           | Опис                                |
| ------------------------ | --------------------------- | -------------------------------- | ----------------------------------- |
|                          | Пусан                       | KR-26                            | Прапор Пусана з 28 березня 1995     |
|                          | Північна провінція Чхунчхон | KR-43                            | Прапор Північної провінції Чхунчхон |
|                          | Південна провінція Чхунчхон | KR-44                            | Прапор Південної провінції Чхунчхон |
|                          | Тегу                        | KR-27                            | Прапор Тегу з 10 жовтня 1996        |
|                          | Теджон                      | KR-30                            | Прапор Теджона                      |
|                          | Канвон                      | KR-42                            | Прапор Канвона                      |
|                          | Кванджу                     | KR-29                            | Прапор Кванджу                      |
|                          | Провінція Кьонгі            | KR-41                            | Прапор провінції Кьонгі з 2006      |
|                          | Північна провінція Кьонсан  | KR-49                            | Прапор Північної провінції Кьонсан  |
|                          | Південна провінція Кьонсан  | KR-49                            | Прапор Південної провінції Кьонсан  |
|                          | Інчхон                      | KR-28                            | Прапор Інчхона                      |
|                          | Провінція Чеджу             | KR-49                            | Прапор провінції Чеджу з липня 2006 |
|                          | Північна провінція Чолла    | KR-45                            | Прапор Північної провінціі Чолла    |
| Південна провінція Чолла | KR-46                       | Прапор Південної провінція Чолла |                                     |
|                          | Седжон                      | KR-50                            | Прапор Седжону                      |
|                          | Сеул                        | KR-11                            | Прапор Сеулу                        |
|                          | Ульсан                      | KR-31                            | Прапор Ульсану                      |

### Прапори північно-корейських провінцій
Через те, що уряд Південної Кореї вважає територію Кореї одним цілим і своєю власністю, також існують прапори провінції які знаходяться під владою Північної Кореї. Нижче приведено 5 прапорів корейських провінцій які знаходяться на північ від лінії розмежування. 
| Прапор | Назва                     | Геокод              | Опис                              |
| ------ | ------------------------- | ------------------- | --------------------------------- |
|        | Північний Хамген-Пукто    | - (KP-09)           | Flag Північного Хамген-Пукто      |
|        | Південний Хамген-Пукто    | - (KP-08)           | Прапор Південного Хамген-Пукто    |
|        | Хванхе                    | - (KP-05 and KP-06) | Прапор Хванхе                     |
|        | Північна провінція Пхенан | - (KP-03)           | Прапор Північної провінції Пхенан |
|        | Південна провінція Пхенан | - (KP-02)           | Прапор Південної провінції Пхенан |